# Borsele (gemeente)
| Gemeentegrenzen Wijkgrenzen Buurtgrenzen Autosnelweg Secundaire weg Spoorweg |  |  | ██ Geselecteerde gemeente ██ Bebouwd gebied ██ Bos of park ██ Binnenwater, rivier of kanaal |

Borsele en omgeving (2009)

Borsele (uitspraakⓘ) is een gemeente op Zuid-Beveland, in de Nederlandse provincie Zeeland. De gemeente telt 23.116 inwoners (1 januari 2024, bron: CBS) en heeft een oppervlakte van 194,42 km² (waarvan 52,39 km² water).
De gemeente ontstond op 1 januari 1970 door de samenvoeging van de gemeenten Borssele, Baarland, Driewegen, Ellewoutsdijk, 's-Gravenpolder, 's-Heer Abtskerke, 's-Heerenhoek, Heinkenszand, Hoedekenskerke, Nisse, Oudelande, Ovezande en het deel van de gemeente 's-Heer Arendskerke dat ten zuiden van de A58 lag, c.q. de dorpen Nieuwdorp en Lewedorp.
De gemeente is voornamelijk bekend vanwege de kerncentrale Borssele en de centrale opslag voor radioactief afval en valt grotendeels samen met het Waardevol Cultuurlandschap de Zak van Zuid-Beveland.

## Toponymie
De gemeente dankt haar naam aan het voormalige eiland Borssele. In de 19e eeuw waren de namen Borsele (1883) en Borselen (1889) in gebruik voor het dorp en de gelijknamige gemeente die in 1815 ontstond. Begin 20e eeuw gebruikten de posterijen en de officiële instanties van Zeeland echter de naam Borsselen. In 1936 werd door het KNAG een 'lijst der aardrijkskundige namen van Nederland' gepubliceerd, waarin de naam Borsele werd opgenomen. Het ministerie van Binnenlandse Zaken gebruikte in brieven aan de gemeente daarop deze naam. Het gemeentebestuur van de plaats kreeg zodoende deze naam onder ogen en stuurde daarop op 24 september 1937 een brief aan de Minister van Binnenlandse Zaken, waarin werd verzocht om niet Borsele maar de naam Borssele voortaan als officiële schrijfwijze voor plaats en gemeente te gebruiken. Op 14 oktober 1937 werd dit besluit gepubliceerd en sindsdien werd de naam Borssele de officiële naam voor het dorp en gemeente.
Op 1 januari 1970 fuseerde de gemeente met een groot aantal andere gemeenten, waarbij de naam Borssele weer ter sprake kwam. Om het onderscheid tussen dorp en gemeente te verduidelijken werd de naam van de nieuwe gemeente vastgesteld op Borsele, waarbij werd vermeld dat de keuze was bepaald door het feit dat dit "een van de oudst voorkomende namen is in het gebied".

## Kernen
| Woonplaats (BAG)  | Inwoners 2023 |
| ----------------- | ------------- |
| Baarland          | 615           |
| Borssele          | 1.485         |
| Driewegen         | 575           |
| Ellewoutsdijk     | 380           |
| 's-Gravenpolder   | 4.740         |
| 's-Heer Abtskerke | 510           |
| 's-Heerenhoek     | 2.005         |
| Heinkenszand      | 5.555         |
| Hoedekenskerke    | 705           |
| Kwadendamme       | 985           |
| Lewedorp          | 1.825         |
| Nieuwdorp         | 1.305         |
| Nisse             | 600           |
| Oudelande         | 680           |
| Ovezande          | 1.190         |

## Verkeer en vervoer
In maart 2003 is de vaste-oeververbinding met Zeeuws-Vlaanderen gereedgekomen: de Westerscheldetunnel verbindt Ellewoutsdijk met Terneuzen.

## Gemeenteraad
De gemeenteraad van Borsele bestaat uit 19 zetels. Hieronder staat de samenstelling van de gemeenteraad sinds 1998:
| Partij                | 1998 | 2002 | 2006 | 2010 | 2014 | 2018 | 2022 |
| --------------------- | ---- | ---- | ---- | ---- | ---- | ---- | ---- |
| CDA                   | 5    | 6    | 6    | 5    | 5    | 5    | 5    |
| SGP/ChristenUnie      | 4    | 4    | 4    | 4    | 5    | 5    | 5    |
| Lokale Partij Borsele | -    | 2    | 2    | 3    | 3    | 3    | 5    |
| PvdA                  | 6    | 4    | 6    | 4    | 2    | 2    | 2    |
| VVD                   | 3    | 2    | 1    | 2    | 1    | 2    | 1    |
| D66                   | 1    | -    | -    | 1    | 2    | 1    | 1    |
| OPA                   | -    | -    | -    | -    | 1    | 1    | -    |
| GroenLinks            | -    | 1    | -    | -    | -    | -    | -    |
| Totaal                | 19   | 19   | 19   | 19   | 19   | 19   | 19   |

## Jongerenraad Borsele
Sinds 2003 heeft de gemeente Borsele als eerste in de provincie Zeeland een jongerenraad. De Jongerenraad Borsele bestaat geheel uit jongeren en heeft als voornaamste taak het vertegenwoordigen van de jongere bewoners in de gemeente Borsele. De jongerenraad organiseert ook evenementen zoals Spectra en geeft advies aan het college en de gemeenteraad over het lokale jeugdbeleid. In 2023 is de jongerenraad opgeheven vanwege een tekort aan leden.

## Aangrenzende gemeenten
| Aangrenzende gemeenten | Aangrenzende gemeenten | Aangrenzende gemeenten | Aangrenzende gemeenten | Aangrenzende gemeenten |
| ---------------------- | ---------------------- | ---------------------- | ---------------------- | ---------------------- |
| Middelburg             |                        | Goes                   |                        | Kapelle                |
|                        |                        |                        |                        |                        |
| Vlissingen             | Reimerswaal            |                        |                        |                        |
|                        |                        |                        |                        |                        |
| Sluis                  |                        | Terneuzen              |                        | Hulst                  |

## Cultuur

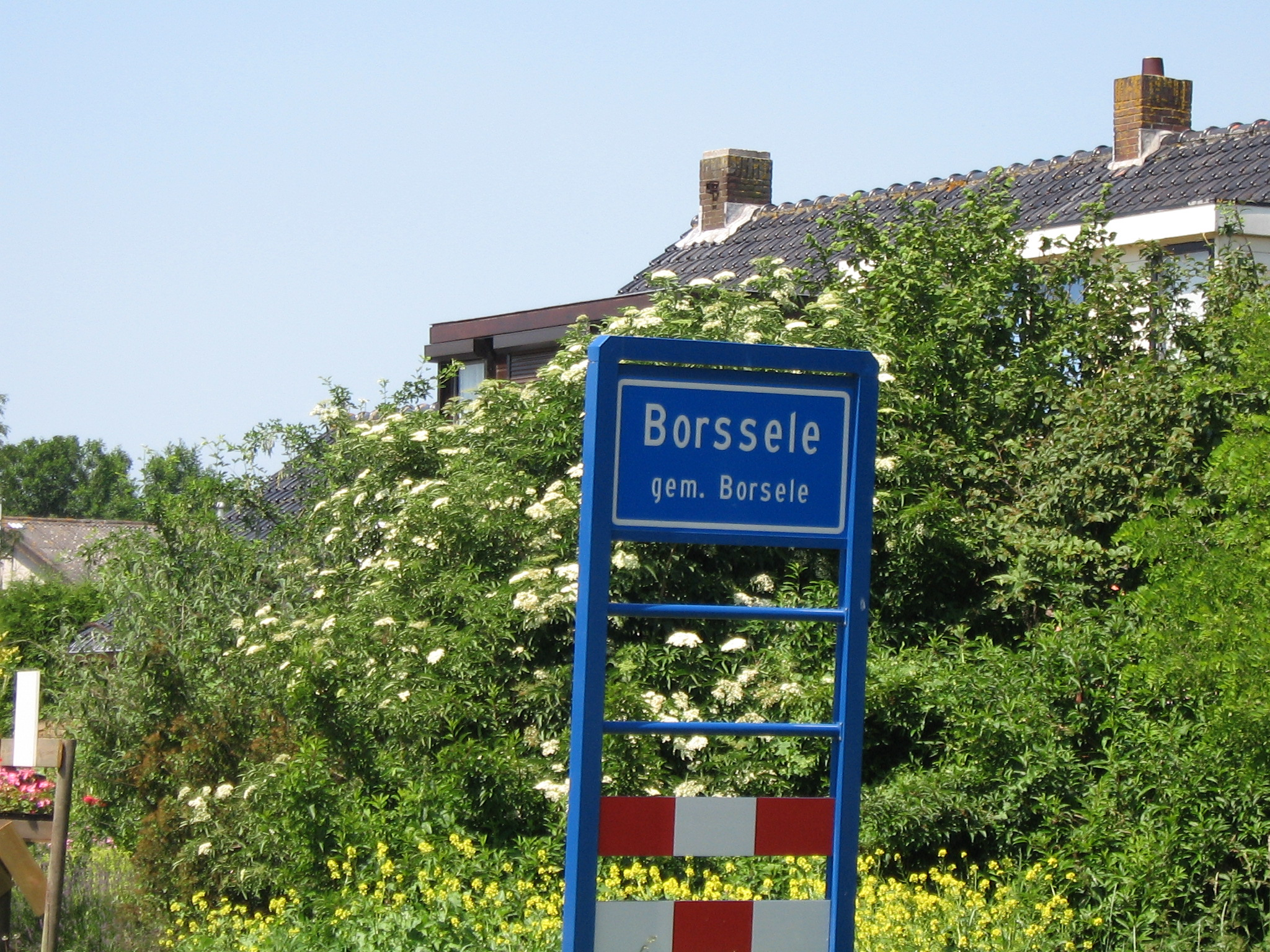
Het dorp Borssele (met 2 s'en) in de gemeente Borsele (met één s).

### Monumenten
In de gemeente zijn er een aantal rijksmonumenten, gemeentelijke monumenten en oorlogsmonumenten, zie:
- Lijst van rijksmonumenten in Borsele
- Lijst van gemeentelijke monumenten in Borsele
- Lijst van oorlogsmonumenten in Borsele

### Kunst in de openbare ruimte
In de gemeente zijn diverse beelden, sculpturen en objecten geplaatst in de openbare ruimte, zie:
- Lijst van beelden in Borsele

## Natuur
Het Natura 2000-gebied Westerschelde & Saeftinghe, 
ligt voor een deel in de gemeente Borsele. Binnendijkse Natura 2000-gebieden, onderdelen van Westerschelde & Saeftinghe, zijn de Sint Jacobspolder (bij Scheldeoord), 
Inlaag 1887 (~ 600 meter noordwest van het dorp Ellewoutsdijk) en ~ 2 km noordwest van Inlaag 1887 een naamloos stuk. 
Het Zeeuwse Landschap heeft ook in de gemeente Borsele een aantal percelen in eigendom of beheer.
Een groot deel van de gemeente is de Zak van Zuid-Beveland en is aangewezen als deel van Nationaal Landschap Zuidwest-Zeeland.